# Révész Márton
Révész Márton, Kohn (Mezőtúr, 1858. február 23. – Szombathely, 1944. május 30.) felső kereskedelmi iskolai tanár.

## Élete
Kohn Jakab és Oberländer Róza fia. 1877-ben tett érettségi vizsgálatot a szarvasi főgimnáziumban; 1877–78-ben a Kolozsvári Magyar Királyi Tudományegyetem, 1879–80-ban a Budapesti Tudományegyetemen mennyiségtani, természettani és pedagógiai előadásokat hallgatott és a tanárképző rendes tagja volt. 1881–84-ben a Paedagogiumban folytatta tanulmányait, közben nevelősködött. Képesítést nyert 1884-től polgáriskolákra a mennyiségtan-természettani szakcsoportból és 1893-tól kereskedelmi iskolákra a könyvviteltan, kereskedelmi ismeretek és levelezésből, középiskolákra tortanításból, ezenkívül a gyorsírásból. 1882-ben Kohn családi nevét Révészre változtatta. 1884-ben a zayugróci felső népiskolához, 1885-ben a galgóci polgári iskolához és 1891-ben a szombathelyi községi felső kereskedelmi iskolához nevezték ki. Tanított könyvviteltant, kereskedelmi ismereteket, levelezést, irodai munkálatokat és gyorsírást. Halálát dülmirigy túltengés okozta.
Felesége Speier Erzsébet (1867–1944) volt, Speier Oszkár és Grossmann Karolina lánya. 1944 januárjában öngyilkos lett.
Társadalmi és pedagógiai cikkeket írt a Nemzeti Iskolába, a Felső Nép- és Polgári-Iskolai Egyesület Értesítőjébe, a Kereskedelmi Szakoktatásba és a vidéki lapokba.